# Ian Ogilvy
Pour les articles homonymes, voir Ogilvy (homonymie).
Ian Ogilvy, né le 30 septembre 1943 à Woking (Royaume-Uni), est un acteur, scénariste et dramaturge britannico-américain.
Il est le fils de la comédienne Aileen Raymond et du publicitaire Francis Ogilvy. Il est surtout connu pour avoir été le héros Simon Templar dans Le Retour du Saint, série dans laquelle il reprend le rôle tenu par Roger Moore.

## Biographie
Sorti du collège d'Eton, il commence une carrière d'acteur par de nombreux petits rôles. Ami d'enfance de Michael Reeves, il tourne avec lui des courts-métrages dès l'âge de 15 ans.
Il débute au théâtre avec le Royal Court Theatre de Sloane Square à Londres, avant de rejoindre la RADA (Royal Academy of Dramatic Art) dont il devient diplômé.
Ses premières années de carrière lui permettent de décrocher des rôles dans des films d'horreur comme La Créature invisible en 1967 avec Boris Karloff. Il se fait remarquer à la télévision en jouant dans un épisode de Chapeau Melon et Bottes de cuir puis dans le feuilleton Maîtres et Valets.
Il fait également beaucoup de théâtre dès 1964 à Londres, dans diverses villes du Royaume-Uni et même aux États-Unis. Il a écrit certaines de ses pièces comme A Slight Hangover et Swap!, mais a aussi participé à des pièces spécialement enregistrées pour la télévision dans le cadre des émissions ITV Play of the week, Theatre 625, The Wednesday Play, ITV Playhouse, Armchair Theatre, Thirty Minute Theatre, BBC Play of the month, ces retransmissions étant un peu l'équivalent anglais de Au Théâtre ce soir.
Il atteint le sommet de sa carrière en 1978 lorsqu'il est choisi pour succéder à Roger Moore dans le rôle de Simon Templar. Un choix pas vraiment surprenant car Ian Ogilvy rappelle par son style et son jeu Moore. la série Le Retour du Saint durera une saison de 24 épisodes. Le producteur Roy Ward Baker a déclaré qu'il aurait fallu une seconde saison pour que Ian Ogilvy s'impose comme une vedette. Mais bien que britannique, la série nécessitait le financement des américains, et elle ne fut pas un succès d'audience aux États-Unis, (comme d'ailleurs la série également produite par Baker avec Roger Moore et Tony Curtis Amicalement vôtre qui n'eut pas non plus une seconde saison), alors que six étaient prévues pour les nouvelles aventures de Simon Templar. Pourtant, un producteur hollywoodien, Anthony Spinner, était venu superviser la série et les scénarios afin que la série plaise au public américain.
La presse écrit que le comédien est pressenti pour reprendre le rôle de James Bond, en 1968, âgé alors de seulement vingt-cinq ans, afin de succéder à Sean Connery dans Au service secret de Sa Majesté (film) - George Lazenby lui sera préféré - puis lorsque Roger Moore était réticent à continuer la série, dans Rien que pour vos yeux en 1980 et Octopussy en 1982 (deux films que Roger Moore a finalement faits) mais l'acteur a déclaré n'avoir jamais été contacté par les producteurs (EON Productions), en contradiction avec les dires du metteur en scène John Glen et des producteurs.  Ian Ogilvy n'a sans doute pas tourné d'essai, mais il a été plusieurs fois envisagé pour le rôle. Lorsque le rôle est enfin disponible en 1986 pour Tuer n'est pas jouer, il  figure une dernière fois parmi les candidats pressentis. On peut penser qu'il a raté le rôle de sa vie, un peu à la façon de John Gavin en 1971.
Dans les années 1980, il poursuit sa carrière aux États-Unis essentiellement à la télévision et épouse l'ancienne première femme de l'acteur Bruce Boxleitner. Il a enregistré des livres audio où il reprend le rôle de James Bond dans des adaptations des romans de Ian Fleming. À la radio BBC, il a participé aussi à des James Bond, jouant divers rôles des romans de Ian Fleming, et même James Bond en 2018 dans Moonraker.
En 1985, il est pressenti pour jouer le rôle de Roger Derebridge dans le film Lifeforce - L'Étoile du mal de Tobe Hooper, mais Nicholas Ball (en) est finalement choisi à sa place. En 1988, on lui propose le rôle de Gilmore dans la série Doctor Who qu'il décline au profit de Simon Williams.
À partir de la fin des années 90, il apparaît régulièrement dans des publicités pour le café norvégien Evergood.
En 2009, on le revoit au cinéma dans Vacances à la grecque de Donald Petrie.
En 2017, avec Roger Moore, autre interprète de Simon Templar, il incarne un rôle dans une nouvelle adaptation de la série Le Saint dans lequel le rôle titre est tenu par Adam Rayner.
Ian Ogilvy est aussi un auteur à succès de livres pour enfants, notamment sa série des Measle, traduit dans quinze langues. Parmi ses livres les plus vendus "Loose Chippings", "Polkerton Giant", and "A Slight Hangover". "Il est aussi l'auteur de deux pièces de théâtre à succès A Slight Hangover et Swap!
Ian Ogilvy a joué son propre rôle lors d'apparitions dans des séries télévisées, téléfilms, courts métrages et documentaires (voir section filmographie).
Dans "Le Retour du Saint", il est doublé par José Luccioni et Daniel Gall,au cinéma par François Leccia.

## Théâtre
- 1964 : Aladdin au Northampton Repertory Theatre de Northampton avec Alan Gerrard, Antony Linford, Jonathan Adams, Alfred Hurstfield, Kenneth Gilbert, Branwen Iwan, Angela Down, Nicholas Courtney, Alec Lightfoot, Benson Dulay, Beth Harris, Paddy Ward
- 1970 : Hamlet mise en scène de Joseph O'Conor au Thorndike Theatre de Leatherhead,( Surrey), avec Michael York, Douglas Rain, Stephanie Bidmead, Deborah Grant (en), James Ottaway, Nicolas Chagrin, David Weston
- 1978-1979 : ''The Millionairess'', mise en scène de Michael Lindsay-Hogg au Theatre Royal Haymarket de Londres avec Penelope Keith , Sir Nigel Hawthorne , Charles Kay, Angharad Rees, Simon Jones
- 1982 : Design for Living, mise en scène d'Alan Strachan au Globe Theatre de Londres avec Maria Aitken, Gary Bond
- 1983 : Happy Family, mise en scène de Maria Aitken au Duke of York's Theatre de Londres puis au Theatre Royal de Windsor (Berkshire), avec Angela Thorne, Stephanie Beacham, James Laurenson
- 1984 : The Common Pursuit, mise en scène d'Harold Pinter au Lyric Theatre in Hammersmith, Londres, avec Nicholas Le Prevost, Sim Williams, Clive Francis
- 1986 : Rookery Nook, mise en scène d' Ben Travers au Shaftesbury Theatre de Londres, avec Sir Tom Courtenay, Peggy Mount, Lionel Jeffries, Nichola McAuliffe
- 1986 : One of us de Robin Chapman au Greenwich Theatre de Londres
- 1987 : The Three Sisters, mise en scène d'Elijah Moshinsky à l'Albery Theatre in London, avec Sara Kestelman, Francesca Annis, Hywel Bennett, Katharine Schlesinger
- 1998 : Blithe Spirit, Pièce de Noel Coward enregistrée au the Double Tree Suites, Santa Monica : rôle de Charles
- 1999 : A Slight Hangover de Ian Ogilvy (Auteur)[16]
- 2002 : Sleuth (Apollo Theater, London's West end
- 2016 : Swap! de Ian Ogilvy (Auteur)[17]

## Radio
Pour la BBC
- 2010 :Goldfinger : Colonel Smithers
- 2011 :The Browning version : Le Directeur
- 2013 :You Never Can Tell : Williams
- 2016 :Thunderball : Le gouverneur
- 2018 :Moonraker : James Bond
- 2018 :An Enemy of the People : Morten Kiil
- 2018 :Lady Windermere's Fan : Lord Lorton
- 2018 :Stiff Upper Lip, Jeeves : Sir Watkyn Bassett

## Filmographie

### Cinéma
- 1958 : Carrion (court métrage) de Michael Reeves
- 1961 : Intrusion (court métrage) de Michael Reeves : Butler
- 1966 : La Sœur de Satan (La Sorella di Satana) de Michael Reeves (sorti au Royaume-Uni sous le titre The She Beast) : Philip
- 1967 : L'Étranger dans la maison (en) (Stranger in the House) de Pierre Rouve : Desmond Flower
- 1967 : La Créature invisible ( The Sorcerers)  de Michael Reeves: Mike Roscoe
- 1967 : Le Jour où les poissons sont sortis de l'eau (The Day  the Fish Came Out) de Michael Cacoyannis : Peter
- 1968 : Le Grand Inquisiteur  (Witchfinder General) de Michael Reeves : Richard Marshall
- 1970 : Les Héros de Yucca (The Invincible Six) de Jean Negulesco : Ronald
- 1970 : Les Hauts de Hurlevent  (Wuthering Heights) de Robert Fuest : Edgar Linton
- 1970 : Waterloo  de Sergueï Bondartchouk : William De Lancey
- 1973 : No sex please... Nous sommes Anglais ! (en) (No Sex Please: We're British) de Cliff Owen : David Hunter
- 1973 : And Now the Screaming Starts! de Roy Ward Baker : Charles Fengriffen
- 1974 : Frissons d'outre-tombe (From Beyond the Grave) de Kevin Connor : William Seaton (segment « The Door ») Ronald
- 1979 : The Saint and The Brave Goose de Cyril Frankel : Simon Templar
- 1992 : Passions Troubles  ( Invasion of Privacy) de Kevin Meyer (vidéo) : Brian
- 1992 : Eddie Presley (en) de Jeff Burr : Captain Starch
- 1992 : La mort vous va si bien (Death Becomes Her) de Robert Zemeckis : Chagall
- 1994 : Puppet Master 5: The Final Chapter de David Schmoeller : Dr Jennings
- 1996 : The Disappearance of Kevin Johnson (en) de Francis Megahy : Gary
- 1999 : Contre-offensive  (Fugitive Mind)  de Fred Olen Ray (vidéo) : Dr Grace
- 2007 : After Midnight de Rob Walker (vidéo) : Dennis
- 2009 : Vacances à la grecque (My Life in Ruins) de Donald Petrie : M. Tullen
- 2011 : The Man in the Park de Lee Boxleitner : Homeless Man (court métrage)
- 2014-2016 : We Still kill the old way de Sacha Bennett : Richie Archer
- 2015 : We Still Steal the Old Way: Behind the scenes de John Baker  (court métrage) : Ian Ogilvy
- 2021 : Mistrust de Shane Stanley : Ian
- 2022 : Renegades de Daniel Zirilli : Peck

pré-production
- 2023 : Cold Sun de Jason Figgis : Sir Peter William Bromville GCMG

### Télévision

#### Comme acteur
- 1964 : ITV Play of the Week (TV) épisode "Celebration Dinner" : Tom Olliphant
- 1964 : The Hidden Truth (TV) épisode "Sweets to the Sweet" : David Easton
- 1965 : Theatre 625 (TV) épisode "Ironhand" : Franz
- 1965 : The Man in Room 17 (TV) épisode "Safe Conduct" : Pedro Da Silva
- 1966 : The Wednesday Play (TV) épisode "The Connoisseur" : Viscount Ballantyne
- 1966 : Orlando (série TV) : Moz
- 1966 : Theatre 625 (TV) épisode "Ironhand" : Franz
- 1967 : The Golden Age (TV) épisode "A Man of his time"
- 1967 : Half Hour Story (TV) épisode "What Will You Do About Christmas?" : Ed
- 1967 : Boy meets girl (TV) épisode "Goodnight Pelican" : André
- 1967 : ITV Playhouse (TV) épisode "Lady Windermere's Fan" : Lord Windermere
- 1968 : Thirty Minute Theatre (TV) épisode "Child's Play" : Peter
- 1968 : Detective (TV) épisode "Lesson in Anatomy" : Inspector Appleby
- 1968 : Chapeau melon et bottes de cuir (TV) (The Avengers) (épisode "Mais qui est Steed?") (They keep killing Steed) : Le baron Von Curt
- 1969 : Liar! (TV) : Herbie (RB-34)
- 1969 : Armchair Theatre (TV) épisode "The Brophy story" : David Baurmarez-Smith
- 1969 : Strange Report (TV) (épisode "Report 2493: Kidnap - Whose Pretty Girl Are You?) : Toby
- 1970 : Thirty Minute Theatre (TV) épisode "Helen" : King of Egypt's son
- 1970 : The Wednesday Play (TV) épisode "Wine of India" : Sam
- 1970 : The Spoils of Poynton (feuilleton TV) : Owen Gereth
- 1970 : Nouvelles de Somerset Maugham ( W. Somerset Maugham) (série TV) (épisodev: The Door of Opportunity) : Alban Torel
- 1971 : Seasons of the Year (TV) épisode "English Family Robinson" : Hector Robinson
- 1972 : BBC Play of the month (TV) "Trelawny of the Wells" : Arthur Gower
- 1972 : Man of Straw (feuilleton TV) : Wolfgang Buck
- 1972 : Maîtres et Valets ( Upstairs, Downstairs) (feuilleton TV) : Lawrence Kirbridge
- 1973 : BBC Play of the month (TV) "Candide" : Candide
- 1973 : Armchair 30 TV) épisode "Alfred Potter Story" : A Man
- 1974 : Zodiac TV) épisode "Saturn's Rewards" : Martin Seacombe
- 1974 : The Haggard Falcon (TV) : Dominic Allardyce
- 1974 : Affairs of the Heart (TV) épisode "Catherine" : Morris Townsend
- 1974 : The Gathering Storm (TV) : Édouard VIII
- 1975 :  BBC Play of the month (TV) "The Little Minister" : Rev. Gavin Dishart
- 1975 : A Man in the Zoo (TV) : John Cromartie
- 1975 : Comedy Premiere : For Richer, for Poorer (TV) : Nigel Benson
- 1975 : Moll Flanders (TV) : Humphrey Oliver
- 1976 : Ripping Yarns (TV) épisode "Tomkinson's Schooldays" : Grayson
- 1976 : Moi Claude empereur (I, Claudius) (feuilleton TV) : Drusus
- 1978 : BBC Play of the month (TV) "The Beaux Stratagems" : Thomas Aimwell
- 1979 : Le Retour du Saint (TV) : Simon Templar
- 1980 : Comedy Tonight (TV)
- 1982 : Q.E.D. (TV) épisode "Infernal Device" : Lord Sidney Sarandon
- 1982 : Summer Festivals (série TV) épisode "Greenwich" : Actor in Design for Living
- 1982 : Tom, Dick and Harriet (série TV) : Richard Maddison
- 1985 : Anna Karenina (TV) : Stiva
- 1985 : Time for Murder (TV) épisode "Mister Clay, Mister Clay" : Max Donaldson
- 1986 : The Two Ronnies (série TV) : James Pommfrit
- 1986 : Robin of Sherwood (TV) épisode "Rutterkin" : Lord Edgar
- 1986 : Maggie (téléfilm, 1985) (TV) : Denholm Sinclair
- 1988 : Maigret (TV) : Daniel Portman
- 1988 : Menace Unseen (TV) : Duncan Free
- 1989 : Arabesque (Série télévisée, (Murder she wrote), (épisode Intrigue à Athènes) ("Appointment in Athens") : Harold Baines
- 1990 : Arabesque (Série télévisée, (Murder she wrote), (épisode Mariage à la sicilienne ) ("The Sicilian Encounter") : Peter Baines
- 1990 : Campion (en) (TV) épisode "Dancers in Mourning" : Jimmy Sutane
- 1990 : Un privé nommé Stryker (TV) (B.L. Stryker), épisode "Grand Theft Hotel" : Inspector Miles Cottrell
- 1990 : Pas de faire-part pour Max (série TV) ("Over My Dead Body") épisode "A Passing Inspection" : Inspector Miles Cottrell
- 1991 : Enquêtes à Palm Springs (TV) (P.S.I. Luv U), épisode "Smile, you're dead" : Archibald Bond
- 1992 : Arabesque (Série télévisée, (Murder she wrote), (épisode Mort d'une crapule ) ("The Monte Carlo Murders") : Peter Templeton
- 1992 : Generations (série TV) : Reginald Hewitt (1989)
- 1993 : Arabesque (Série télévisée, (Murder she wrote), (épisode Meurtre en blanc ) ("Murder in White") : Lawson Childress
- 1993 : Carol Leifer: Gaudy, Bawdy & Blue (TV) : Interviewer
- 1993 : It Had to Be You (en) (TV) épisode "London Calling" : Colin
- 1994 : Arabesque (Série télévisée, (Murder she wrote), (épisode Meurtre du mois ) ("Murder of The Month Club") : Wade Foster
- 1994 : Brisco County (TV) (he Adventures of Brisco County, Jr.), (épisode La convention des chasseurs de primes) ("Bounty Hunters' Convention") : Furlong
- 1994 : L'Homme à la Rolls (TV) (Burke's Law), (épisode Qui a tué Roméo?) ("Who killed Romeo?") : Romeo
- 1994 : Walker Texas Ranger (TV), (épisode Traquenards) ("Rampage") : Shredder Stonham
- 1994 : Madame et sa fille (TV) (Phenom), épisode "Just a Family of Doolans Sittin' Around Talkin'" : Poindexter Bond
- 1994 : Kung Fu, la légende continue (TV) (Kung Fu: The Legend Continues), (épisode L'échiquier) ("Dragonswing II") : Sterling
- 1994 :  Beauté Fatale  (TV) (Shattered Image) : Talk Show Host
- 1995 : Diagnostic : Meurtre) (Diagnosis Murder) (épisode Sitcom à l'hôpital) ('The New Healers) : Lyle Fairbanks
- 1996 : Waikiki Ouest (One West Waikiki),(série TV)  (épisode L'Affaire Romanoff)    ( "The Romanoff Affair") : Dan Hollingsworth
- 1996 : Hope & Gloria (série TV) épisode "A sentimental education" : David Kirkwood
- 1996 : The Faculty (série TV) épisode "Opportunity Knockers" : Marion
- 1996 : Couleur Pacifique (Malibu Shores),(série TV) : Marc Delacourt
- 1996 : The Real Adventures of Jonny Quest (Série télévisée, épisode "Village of the doomed" : Dr Smallwood
- 1997 :  Murphy Brown, (Murphy Brown) (épisode Comment épouser un Milliardaire)  (How to marry a billionaire) : Duncan Briggs
- 1997 : Caroline in the city (série TV) : Lionel Spencer
- 1997 : JAG (épisode Liaison Interdite) (The Good of the service) : Jeffrey Mason
- 1998 : Diagnostic : Meurtre (Diagnosis Murder) (épisode Entretien avec la mort) (Talked to death) : Larry Duggin
- 1998 : Babylon 5 (Série télévisée, (Babylon 5) (épisode La révolte des Télépathes) (In the Kingdom of the Blind) : Lord Jano
- 1998 : Demain à la une (Série télévisée, saison 2, épisode 19, Faux et usage de faux) (Show Me The Monet) : Clive Harbison
- 1999 : Diagnostic : Meurtre (Diagnosis Murder) (épisode Indice d'écoute) (Trash TV) : Jerry Lane
- 1999 : La croisière s'amuse, nouvelle vague (Série télévisée, (Love Boat: The Next Wave) (épisode Un Vent de Romance) (Other People's Business) : Jack Campbell
- 1999 : Melrose Place (Série télévisée, (Melrose Place) (épisode L'Homme Idéal) (Saving Ryan's Privates) : Leo Turnlow
- 1999 : Melrose Place (Série télévisée, (Melrose Place) (épisode Méprise Fatale) (They Shoot Blanks, don't they?) : Leo Turnlow
- 1999 :  Alerte à Malibu ("Baywatch") (TV)  (épisode La Sirène au Violon) (Walter Dance) : Miles Clayton
- 1999 : Le Ranch du Bonheur (TV) (Horse Sense) : Miles
- 2000 : Dharma & Greg (Série télévisée, (épisode Les Chanteurs Désenchantés) (The trouble with troubador) : Geoffrey
- 2002 : Les Parker (Série télévisée, And the Winner is) : Seymour
- 2005 : The Afternoon Play (Série télévisée, The Trial of Walter Raleigh) : Sir Edmund Coke
- 2009 :  Miss Marple, saison 4 épisode 3 ; Jeux de glaces : Johnny Restarick
- 2017 : The Saint de  Ernie Barbarash (TV) : le banquier
- 2018 : When Comedy Goes Horribly Wrong de Kenny Reid (TV) : Ian Ogilvy

#### Comme scénariste
- 1969 : The Stud Farm

#### Comme maquilleur
- 1961 : Intrusion de Michael Reeves

## Documentaires
- 1970 : Man Alive : Special- 'Oh God, Nigel, I Can't Stand It Anymore' : Le héros
- 1974 : Man Hunt de Peter Robinson (Vidéo)
- 1975 : Jackanory :A Game of Catch: Echoes  : Le narrateur
- 1976 : It's Childsplay  : Ian Ogivly
- 1980 : Night of One Hundred Stars : Ian Ogivly
- 1999 : Eurotika! (épisode : "The Blood Beast: The Films of Michael Reeves") :Ian Ogivly
- 2001 : Heart-throbs of the 70s : Ian Ogilvy
- 2005 : Tigon Tales of Terror (Vidéo) de Carl Daft
- 2005 : After They Were Famous (épisode : "Crime-fighters") : Ian Ogilvy
- 2005 : The Story of Upstairs Downstairs de Stephen La Rivière (Vidéo) : Ian Ogilvy
- 2006 : The Saint Steps in... To Colour  (vidéo) : Narrateur
- 2007 : British Film Forever (épisode : "Magic, Murder and Monsters: The Story of British Horror and Fantasy d' Angus Cameron : Ian Ogilvy
- 2008 : The Saint Steps in... to Television (Vidéo) : Narrateur
- 2019 : The Magnificent Obsession of Michael Reeves de Dima Ballin : Ian Ogilvy
- 2021 : Woodlands Dark and Days Bewitched: A History of Folk Horror de Kier-La Janisse: Ian Ogilvy lisant des poèmes
- 2021 : Boris Karloff: The Man Behind the Monster de Thomas Hamilton :  Interview de Ian Ogilvy
- 2022 : The Young General: Reflections on Michael Reeves de Calum Waddell : Ian Ogilvy

## Divers
- 1977-1988 : Call My Bluff : Ian Ogivly (20 émissions)
- 1979-1987 : This is your life : Ian Ogivly (5 émissions)
- 1981 : Look Who's Talking : Ian Ogilvy
- 1981 : The Morecambe & Wise Show (épisode : "1981 Christmas Show") : Invité Ian Ogilvy
- 1985 : Vintage Quiz (Jeu télévisé) : Invité Ian Ogilvy
- 1985 : A Royal Night of One Hundred Stars
- 2005 : This Morning   (Talk show) (émission du 3 novembre 2005)
- 2005-2006 : Breakfast (Talk show) (émissions des 18 janvier 2005 et 6 avril 2006)
- 2016 : The One Show émission du 4 mai 2016, talk show

## Vie privée
Marié avec Diane Sarah Patricia Hart (1968 - 1983)  (divorcé)  (1 enfant: Titus)
Marié avec Kathryn Holcomb en 1992
Il est le neveu de l'entrepreneur, concepteur et rédacteur David Ogilvy (1911-1999).